# Avengers Social Club
Avengers Social Club (hangul: 부암동 복수자들) é uma série de televisão sul-coreana de 2017 estrelada por Lee Yo-won, Ra Mi-ran, Myung Se-bin e Lee Jun-young. É uma adaptação de uma webtoon intitulada Buam-dong Avengers Social Club, que foi serializada pela Daum entre 2014 a 2016. Foi ao ar toda quarta e quinta-feira, entre 11 de outubro de 2017 a 16 de novembro, no canal a cabo tvN.

## Sinopse
A série exibe a história de três mulheres e um homem de diferentes estilos de vida que se unem em busca de vingança: uma ajumma (mulher de meia-idade) que trabalha em uma loja de peixes que imaginou uma vida melhor para si, uma dona de casa que cresceu órfã, a filha de um magnata de um chaebol que foi criada com tudo o que queria e um jovem que foi negligenciado pelos pais. Eles são um quarteto improvável que nunca se conheceria de outra forma, mas unem forças para realizar suas vinganças individuais. Embora tivessem começado a prejudicar uns aos outros, ao longo do caminho eles se tornam próximos.

## Elenco

### Principal
- Lee Yo-won como Kim Jung-hye[5]

Filha de uma família que administra uma grande empresa. Ela parece direta e arrogante, mas na verdade é ingênua e fofa. Seu casamento foi realizado para beneficiar ambas as famílias. Ela fez o melhor que pode como esposa, mas descobre que seu marido a traiu. Para se vingar, ela lidera o "Clube Bok-ja".
- Ra Mi-ran como Hong Do-hee[5]

Hong Do-hee vende peixe em um mercado e cria seus dois filhos sozinha. O marido dela morreu. Ela é inteligente e bem-humorada. Seu filho se envolve em um incidente violento na escola.
- Myung Se-bin como Lee Mi-sook[5]

Ela cresceu órfã e vive uma vida casada. Ela tentou muito ter uma família feliz com seu marido, que trabalha como professor universitário, mas ele é violento com ela. Ela teve um filho e uma filha, mas seu filho Seo-jin morreu antes dos eventos do drama, e sua filha Seo-yeon se afastou dela desde então. Ela começa a pensar sobre sua vida depois que conhece Kim Jung-hye e Hong Do-hee.
- Lee Jun-young como Lee Soo-gyum[5]

Ele se junta ao "Clube Bok-ja" para se vingar de seus pais biológicos. Seu pai é marido de Kim Jung-hye. Antes de se casar com Kim Jung-hye, ele teve um caso com uma mulher que deu à luz Lee Soo-gyum. Seus pais biológicos o negligenciaram desde então.

### De apoio
Família de Jung-hye
- Choi Byung-mo como Lee Byung-soo (marido)[6]
- Jang Yong como Lee Jae-gook (sogro)
- Jung Ae-yun como Kim Jung-yoon (irmã)

Família de Do-hee
- Yoon Jin-sol como Kim Hee-kyung (filha)
- Choi Kyu-jin como Kim Hee-soo (filho)

Família de Mi-sook
- Jung Suk-yong como Baek Young-pyo (marido)[7]
- Kim Bo-ra como Baek Seo-yeon (filha)[8]
- Sung Byung-sook como sogra

Família de Soo-gyum
- Shin Dong-mi como Han Soo-ji (mãe)[9]

Outros
- Shin Dong-woo como Hwang Jung-wook
- Yoo In-soo como Kyung-bok
- Jung Young-joo como Joo Gil-yun (mãe de Jung-wook)[3]
- Kim Hyung-il como Hong Sang-man, diretor da Escola Secundária de Buam-dong
- Kim Sa-kwon como Park Seung-woo
- So Hee-jung
- Jo Ah-em

Participação especial
- Jo Hee-bong como um cliente irritado do café (ep. 2)[1]

## Audiência
| Ep. | Data de transmissão original | Parcela média de audiência | Parcela média de audiência | Parcela média de audiência |
| Ep. | Data de transmissão original | AGB Nielsen                | AGB Nielsen                | TNmS                       |
| Ep. | Data de transmissão original | Nacional                   | Seul                       | Nacional                   |
| --- | ---------------------------- | -------------------------- | -------------------------- | -------------------------- |
| 1 | 11 de outubro de 2017        | 2.900%                     | 2.999%                     | 2.8%                       |
| 2 | 12 de outubro de 2017        | 4.636%                     | 5.343%                     | 4.9%                       |
| 3 | 18 de outubro de 2017        | 5.249%                     | 5.717%                     | 4.8%                       |
| 4 | 19 de outubro de 2017        | 5.054%                     | 5.377%                     | 5.5%                       |
| 5 | 25 de outubro de 2017        | 5.283%                     | 5.538%                     | 4.6%                       |
| 6 | 26 de outubro de 2017        | 5.087%                     | 5.287%                     | 4.8%                       |
| 7 | 1 de novembro de 2017        | 4.802%                     | 5.348%                     | 4.9%                       |
| 8 | 2 de novembro de 2017        | 4.925%                     | 5.697%                     | 5.5%                       |
| 9 | 8 de novembro de 2017        | 6.021%                     | 6.386%                     | 6.4%                       |
| 10 | 9 de novembro de 2017        | 6.126%                     | 6.972%                     | 6.4%                       |
| 11 | 15 de novembro de 2017       | 5.495%                     | 5.846%                     | 6.0%                       |
| 12 | 16 de novembro de 2017       | 6.330%                     | 6.586%                     | 6.1%                       |
| Média | Média                        | 5.159%                     | 5.591%                     | 5.2%                       |
| - Na tabela acima, os números em azul representam a audiência mais baixa e os números em vermelho representam a audiência mais alta. - Esta série foi ao ar em um canal a cabo/TV paga que normalmente tem uma audiência relativamente menor em comparação com a TV aberta/emissoras públicas (KBS, SBS, MBC e EBS). |                              |                            |                            |                            |

## Prêmios e indicações
| Ano  | Cerimônia            | Categoria                | Indicado  | Resultado | Ref.   |
| ---- | -------------------- | ------------------------ | --------- | --------- | ------ |
| 2018 | Baeksang Arts Awards | Melhor Atriz Coadjuvante | Ra Mi-ran | Indicado  | [ 11 ] |